# Kosz (Armenia)
Kosz – wieś w Armenii, w prowincji Aragacotn. W 2011 roku liczyła 2513 mieszkańców.